# Diaphoreolis flavovulta
Diaphoreolis flavovulta (MacFarland, 1966) è un mollusco nudibranchio della famiglia Trinchesiidae.

## Descrizione
Corpo trasparente, chiaro, arancio tra i rinofori, tentacoli orali e rinofori traslucidi, biancastri. Tipicamente ha una linea bianca che attraversa il corpo. I cerata sono di colore verde-marrone, traslucidi o trasparenti. Fino a 1 centimetro.

## Distribuzione e habitat
Nota soltanto nell'Oceano Pacifico dall'Oregon alla California.